# Chordodes guineensis
Chordodes guineensis är en tagelmaskart som beskrevs av Spiridonov 2002. Chordodes guineensis ingår i släktet Chordodes och familjen Chordodidae. Inga underarter finns listade i Catalogue of Life.